# Callia cyanea
Callia cyanea är en skalbaggsart som beskrevs av Julius Melzer 1931. Callia cyanea ingår i släktet Callia och familjen långhorningar. Inga underarter finns listade.